# Aphodius venloides
Aphodius venloides là một loài bọ cánh cứng trong họ Scarabaeidae. Loài này được Endrodi miêu tả khoa học năm 1960.